# Heinz Lohmar
Heinz Lohmar (* 21. Juli 1900 in Troisdorf; † 14. September 1976 in Dresden) war ein deutscher Maler und Grafiker und Widerstandskämpfer gegen den  Nationalsozialismus.

## Leben

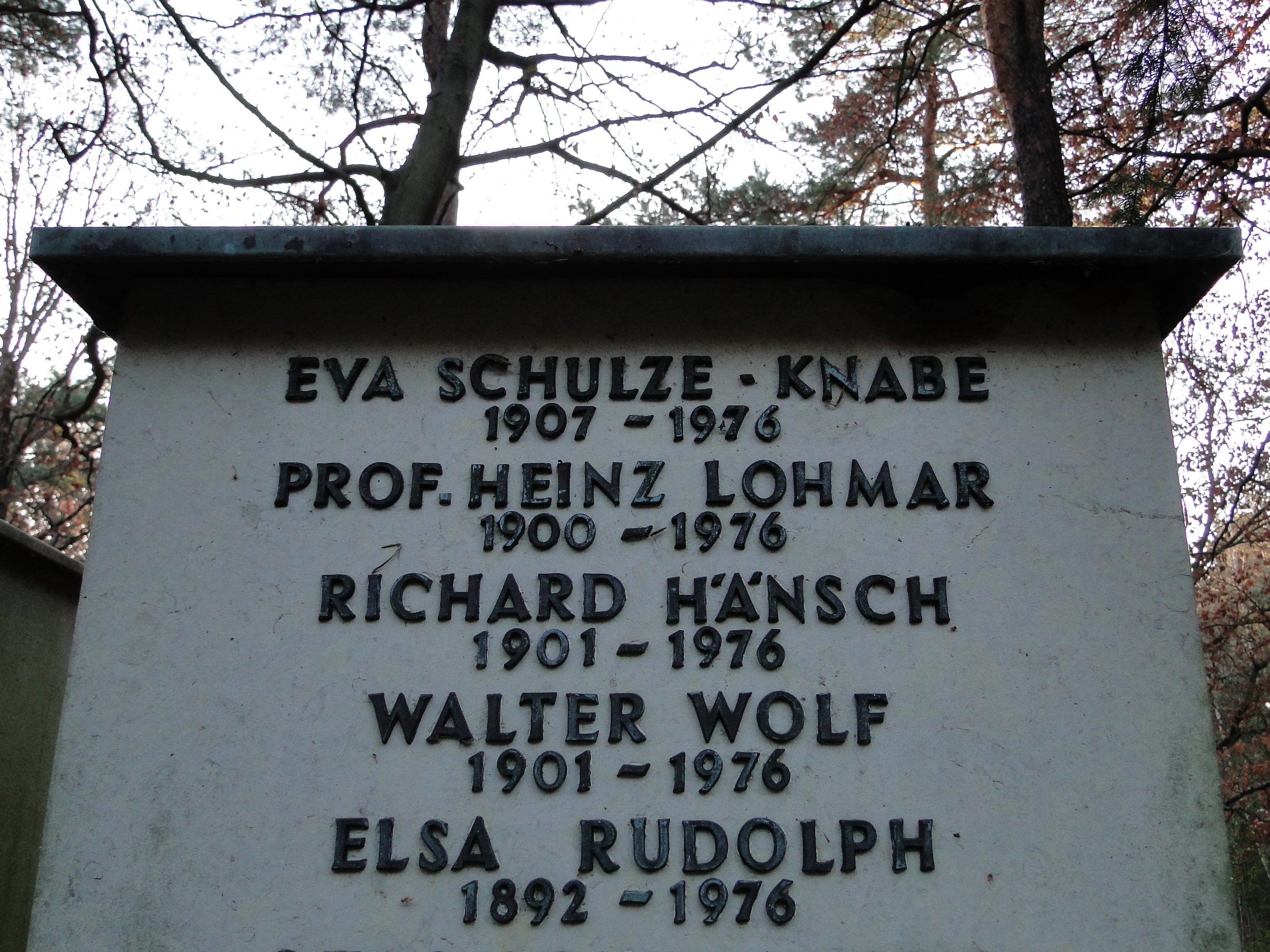
Grab von Heinz Lohmar auf dem Heidefriedhof in Dresden

Lohmar war der Sohn eines Bauunternehmers. Nach einer Lehre als Dekorationsmaler studierte er bis 1931 an der Kölner Werkschule bei Robert Seuffert. Ab 1930 arbeitete er in der Roten Hilfe Deutschlands mit und wurde 1933 wegen illegaler politischer Arbeit verhaftet. Nach seiner Haftentlassung emigrierte er und ging zunächst in die Schweiz, die Behörden dort wiesen ihn jedoch nach Italien aus. Doch auch dort konnte er nicht bleiben, denn seine Mitgliedschaft in der KPD und in der „Roten Hilfe“ waren den italienischen Behörden bekannt. So kam er Ende 1933 nach Paris und schloss sich dem Künstlerkreis um Max Ernst an. Dort traf er Hilde Felsenstein, eine wie er aus Deutschland geflohene Jüdin, die er 1935 heiratete. 1937 war er Mitbegründer des antifaschistischen Künstlerbundes „L'union des artistes libres“. 1939 folgte die Internierung und 1940 nach der Besetzung Frankreichs durch die Wehrmacht flüchtet er mit seiner Frau und dem 1939 geborenen Sohn André in den nicht besetzten Teil von Südfrankreich, wo er in der Résistance mitarbeitete. Nach der Befreiung Frankreichs ging er nach Toulouse, um im Comité „Allemagne libre“ pour l'Ouest (CALPO) mitzuarbeiten.
Am 8. Januar 1946 kehrte er nach Deutschland zurück und war von da an als freischaffender Künstler in Ludwigshafen tätig. Im Oktober 1949 folgte eine Berufung an die Hochschule für Bildende Künste Dresden mit Lehrauftrag für Malerei, wo er 1951 zum Professor berufen wurde. Einer seiner Schüler aus der Dresdner Zeit ist der Maler Gerhard Richter.
Lohmar war Mitglied des Verbands Bildender Künstler der DDR. Er hatte in der DDR mehrere Einzelausstellungen und war an wichtigen Gruppenausstellungen beteiligt. 1965 erhielt er den Vaterländischen Verdienstorden in Bronze und 1970 in Silber.
Bis zu seinem Tod lebte Heinz Lohmar auf dem Weißen Hirsch in Dresden. Er wurde auf dem Heidefriedhof in Dresden beigesetzt.

## Darstellung Lohmars in der bildenden Kunst
- Fritz Dähn: Bildnis des Malers H. L. (Öl, 103 × 66 cm, 1952)[4]

## Rezeption
"… eine surreale hintergründige Malerei …"
Lothar Lang

## Museen und öffentliche Sammlungen mit Werken Lohmars (unvollständig)
- Berlin: Deutsches Historisches Museum
- Dresden: Galerie Neue Meister[6]
- Gera: Otto-Dix-Haus

## Teilnahme an zentralen und wichtigen regionalen Ausstellungen in der DDR
- 1949, 1962/1963, 1967/1968, 1972/1973  und 1977/1978:  2., Fünfte und VI. Deutsche Kunstausstellung und VIII. Kunstausstellung der DDR in Dresden
- 1972 und 1974: Dresden,  Bezirkskunstausstellung Dresden
- 1951/1952: Berlin, Museumsbau am Kupfergraben („Künstler schaffen für den Frieden“)
- 1959: Berlin, Deutsche Akademie der Künste ("Mit unserem neuen Leben verbunden. Zehn Jahre bildende Kunst in der DDR")
- 1974: Dresden, Albertinum („Zeichnungen in der Kunst der DDR. Eine Auswahl aus 40 Jahren“)
- 1979: Berlin, Altes Museum („Jugend in der Kunst. Malerei - Grafik - Plastik der DDR “)
- 1985: Erfurt, IGA-Gelände („Künstler im Bündnis“)
- 1979: Berlin, Altes Museum („Weggefährten – Zeitgenossen. Bildende Kunst aus 3 Jahrzehnten “)